# Maraviya
Maraviya es el tercer álbum de estudio de la banda Buitres Después de la Una.

## Historia
Fue editado en el año 1993 bajo la discográfica Orfeo.
Este disco es el primero de la banda y en el país en editarse en CD ya que hasta ese momento eran editado solo en casetes y vinilos, lo cual produjo una gran expectativa, alcanzando rápidamente el disco de oro y del cual se extraen dos videos: "Ojos rojos" y "Todos Borrachos". En este disco se pueden encontrar nuevas referencias a canciones clásicas de la década de 1950, como son "Cada vez" cover de "Everyday" perteneciente a Buddy Holly y "No es una pena" cover del tema "Ain't that a shame" compuesto por Fats Domino, pero que Buitres basa su creación a su vez en la versión de Paul McCartney.
Maraviya es presentado en el Teatro de Verano ese mismo año frente a más de cinco mil personas y el recital es considerado por los críticos, como el mejor espectáculo de rock del año.
Este Álbum presenta la característica de que, por última vez en la discografía de la banda, se escucha la voz de Gustavo Parodi como cantante líder en un tema, "Buitres Unplugged".  

## Lista de canciones
Todas las canciones compuestas por Gustavo Parodi, Gabriel Peluffo, José Rambao y Marcelo Lasso, excepto las indicadas
| N.º | Título                                                             | Duración |  |
| 1.  | «Todos Borrachos»                                                  | 3:36     |  |
| 2.  | «Llorando por vos»                                                 | 2:50     |  |
| 3.  | «El Bicho»                                                         | 3:19     |  |
| 4.  | «Todos tienen algo que ocultar incluso John Lennon y su Yoko Mono» | 3:15     |  |
| 5.  | «Lucas Terry»                                                      | 2:08     |  |
| 6.  | «Buitres Unplugged (Ben E. King, Jerry Leiber, Mike Stoller)»      | 1:07     |  |
| 7.  | «Un animal»                                                        | 2:53     |  |
| 8.  | «Cada vez (Buddy Holly, Norman Petty)»                             | 2:25     |  |
| 9.  | «Ojos Rojos»                                                       | 2:59     |  |
| 10. | «El baile del caballo - Nunca cantaron mejor»                      | 2:46     |  |
| 11. | «Gato»                                                             | 3:54     |  |
| 12. | «Maravilla en el país de las vacas gordas»                         | 0:54     |  |
| 13. | «No es una pena (Antoine Domino, Dave Bartholomew)»                | 2:07     |  |
| 14. | «Setiembre»                                                        | 4:22     |  |
| 15. | «Condenado el corazón»                                             | 4:03     |  |

## Créditos
Músicos
- Gustavo Parodi: guitarra y voz
- Gabriel Peluffo: voz
- José Rambao: bajo
- Marcelo Lasso: batería

Producción
- Alejandro Merola: Técnico de Grabación.
- Alejandro Merola y BDDL1: Producción Artística
- Daniel Melgarejo Falcone: Creación de logo, diseño para compacto, sobre interno, y concepto general.
- Guillermo Peluffo: Creación y arte original de la calavera.
- Daniel Stapff: Fotos(Calavera)
- Hugo Baratta: Armado